# Tonye Patano
Tonye Patano (Corpus Christi, 16 ottobre 1961) è un'attrice statunitense.

## Biografia
È nota soprattutto per aver interpretato il personaggio di Heylia James nella serie televisiva Weeds trasmessa da Showtime.
Ha recitato anche in diverse altre serie televisive come Law & Order, Eli Stone, Detective Monk e Sex and the City.

## Filmografia

### Cinema
- Fresh, regia di Boaz Yakin (1994)
- Il gioco dei rubini (A Price Above Rubies), regia di Boaz Yakin (1998)
- Hurricane - Il grido dell'innocenza (The Hurricane), regia di Norman Jewison (1999)
- Imaginary Heroes, regia di Dan Harris (2004) – voce
- Messengers, regia di Philip Farha (2004)
- Room, regia di Kyle Henry (2005)
- Un anno dopo (The Great New Wonderful), regia di Danny Leiner (2005)
- Ricomincio da me (The Thing About My Folks), regia di Raymond De Felitta (2005)
- Innamorarsi a Manhattan (Little Manhattan), regia di Mark Levin (2005)
- La famiglia Savage (The Savages), regia di Tamara Jenkins (2007)
- Trainwreck: My Life as an Idiot, regia di Tod Harrison Williams (2007)
- Stolen - Rapiti (Stolen), regia di Anders Anderson (2009)
- Pelham 123 - Ostaggi in metropolitana (The Taking of Pelham 123), regia di Tony Scott (2009)
- The Company Men, regia di John Wells (2010)
- The Great Fight, regia di Sherri Kauk (2011)
- Ponies, regia di Nick Sandow (2011)
- Gli invisibili (Time Out of Mind), regia di Oren Moverman (2014)
- A Vigilante, regia di Sarah Daggar-Nickson (2018)
- Eileen, regia di Will Oldroyd (2023)

### Televisione
- The Jesse Owens Story, regia di Richard Irving – film TV (1984)
- Highway Heartbreaker, regia di Paul Schneider – film TV (1992)
- New York Undercover – serie TV, episodio 3x01 (1996)
- L'incredibile Michael (Now and Again) – serie TV, episodio 1x17 (2000)
- Law & Order - Unità vittime speciali (Law & Order: Special Victims Unit) – serie TV, 7 episodi (2000-2011)
- Deadline – serie TV, episodio 1x08 (2001)
- Sex and the City – serie TV, episodio 6x11 (2003)
- Hope & Faith – serie TV, episodio 1x07 (2003)
- Law & Order - I due volti della giustizia (Law & Order) – serie TV, episodio 14x11 (2004)
- Detective Monk (Monk) – serie TV, episodio 3x01 (2004)
- Squadra emergenza (Third Watch) – serie TV, episodio 6x18 (2005)
- Weeds – serie TV, 41 episodi (2005-2011)
- Manny tuttofare (Handy Manny) – serie TV, 3 episodi (2006-2009) – voce
- Eli Stone – serie TV, episodi 1x03-2x05 (2008)
- Un amore per Leah (Loving Leah), regia di Jeff Bleckner – film TV (2009)
- Una vita da vivere (One Life to Live) – serial TV, 25 puntate (2009-2012)
- Curb Your Enthusiasm – serie TV, episodio 8x10 (2011)
- The Americans – serie TV, episodio 2x01 (2013)

## Doppiatori italiani
Nelle versioni in italiano delle opere in cui ha recitato, Brittany Tiplady è stato doppiato da:
- Emanuela Amato ne La famiglia Savage
- Cristina Aubry in Weeds
- Tenerezza Fattore ne Gli invisibili
- Nunzia Di Somma in Sneaky Pete
- Mariadele Cinquegrani in FBI: Most Wanted
- Emanuela Baroni in Eileen